# 齿缘摄龟
齿缘摄龟（学名：Cyclemys dentata）为摄龟属的爬行动物。分布于从印度到印度支那、向南经马来半岛、印度尼西亚至巴厘、婆羅洲、菲律宾以及中国大陆的云南、广西等地，常生活于山区的溪流中。其生存的海拔上限为1300米。该物种的模式产地在印度，孟加拉和印度尼西亚爪哇。